# Donald in Mathmagic Land
Donald in Mathmagic Land (Brasil: Donald no País da Matemágica) é um curta-metragem de 27 minutos que estrela o Pato Donald, foi lançados nos EUA em 26 de junho de 1959, foi dirigido por Hamilton Luske. O filme foi disponibilizado para as várias escolas, e se tornou um dos mais populares filmes educativos já feitos pela Disney. Em 1959, foi indicado ao Óscar como Melhor Curta-documentário.
Walt Disney uma vez, fez uma explicação sobre o filme: "The cartoon is a good medium to stimulate interest. We have recently explained mathematics in a film and in that way excited public interest in this very important subject." (O desenho é um bom meio para estimular o interesse. Nos recentemente temos explicado a matemática em um filme animado e, dessa forma estimulado o interesse do público neste assunto muito importante.)

## Vozes originais
- Paul Frees - Espírito da Aventura
- Clarence Nash - Pato Donald

## História

### Introdução
O Pato Donald, segurando uma arma para a caçada, passa por uma porta e descobre que ele entrou em um lugar chamado "País da Matemágica". Lá ele encontra árvores com "raízes quadradas", um rio com correnteza de números, e um lápis ambulante que o desafia para um jogo da velha (e perde ). Curiosamente, uma ave geométrica recita (incorretamente) os primeiros 15 dígitos de Pi. Logo, Donald ouve uma voz que se denomina "Mr.Spirit", e que irá guiar Donald na sua jornada através do "País das Maravilhas da Matemática".

### Pitágoras e música
Donald inicialmente não fica interessado no "País da Matemática", dizendo que a matemática é para "intelectuais". Então a voz sugere uma ligação entre a matemática e a música, alegando que sem os intelectuais não existiria a música, embora, Donald continue intrigado. Primeiramente, Donald descobre as relações entre as oitavas e o comprimento. Em seguida, Donald encontra-se na antiga Grécia, onde Pitágoras e seus contemporâneos estão descobrindo essas mesmas relações. Pitágoras (com uma harpa), um flautista, e um tocador de contrabaixo tocam músicas juntos, e depois de alguns momentos Donald se junta a eles, usando um vaso como um tambor. A música de Pitágoras é, como explica o Espírito, a base da música de hoje.

### O Pentagrama, a regra de ouro, e o retângulo de ouro
Depois de apertar a mão de Pitágoras, Donald encontra na palma de sua mão um pentagrama, o símbolo secreto da sociedade pitagórica. O Espírito então mostra a Donald como a misteriosa regra de ouro aparece no pentagrama. Em seguida, é mostrado que o pentagrama contém o segredo para a construção do retângulo de ouro. De acordo com o Espírito, o retângulo de ouro tem influenciado tanto culturas antigas como modernas, em muitos aspectos.

### Arquitetura e arte
Donald aprende que o retângulo de ouro aparece em muitos edifícios antigos, como o Parténon e a Catedral de Notre Dame. E também que pinturas, tais como a Mona Lisa e várias esculturas contêm vários retângulos de ouro escondidos. A utilização do retângulo de ouro é encontrado ainda em arquitetura moderna, como os prédio da Sede da Organização das Nações Unidas em tebal land.

### O corpo humano e a natureza
O Espírito mostra a Donald como o retângulo de ouro e pentagrama, estão relacionados com o corpo humano e a natureza, respectivamente. O corpo humano contém "as proporções ideais" do número áureo; Donald tenta fazer o seu próprio corpo encaixar nessa proporção, mas os seus esforços são em vão, e ele só consegue se encaixar em um pentágono. Então é mostrado que o pentagrama e o pentágono podem ser encontrado em muitas flores e animais, tais como a petúnia, o jasmim estrela, a estrela do mar, a flor de cera, e as conchas do mar.

### Jogos
Donald aprende que a matemática não se aplica apenas à natureza, arquitetura e música, mas também em jogos, incluindo xadrez, beisebol, futebol, basquete, amarelinha, e bilhar (Donald sugere também o jogo passa-anel, mas o Espírito não inclui essa opção). Temas do livro "Alice Através do Espelho" de Lewis Carroll estão espalhados por todo o cenário do tabuleiro de xadrez; o Espírito explica que o próprio autor, o escritor Lewis Carroll, era matemático. A cena do jogo de bilhar descreve os cálculos envolvidos no jogo como "sistema de retângulos", mas Donald nunca aprende totalmente como fazer os cálculos sozinho.

### Exercícios mentais
O Espírito sugere a Donald um jogo mental dentro de sua cabeça, mas encontra a mente de Donald totalmente desorganizada e confusa, com "ideias antiquadas", "conceitos falsos", "superstições" e "confusão". Após uma limpeza mental na cabeça de Donald, ele imagina um círculo e um triângulo em sua mente, e descobre que isso foi útil em invenções como a roda, o trem, a lupa, a furadeira, a hélice, e o telescópio.

### Infinito e o futuro
Donald descobre que o pentagrama pode ser desenhado dentro de si mesmo infinitamente; mas o Espírito explica que não existe lápis suficientemente apontado, ou papel suficientemente grande para fazer desenhos tão pequenos, e que só na mente se pode conceber o infinito. O Espírito afirma que os conhecimentos científicos e tecnológicos são ilimitados, e a chave para destrancar as portas do futuro é a matemática. No final do filme, Donald compreendeu e reconhece o valor da matemática. O filme termina com uma citação de Galileu Galilei: "A matemática é o alfabeto com que Deus escreveu o universo".

## Erros
Apesar deste ser um filme educativo sobre a matemática, um personagem recita incorretamente o valor de pi. Na cena o personagem fala a frase: "Pi é igual a 3,141592653589747, et cetera, et cetera, et cetera". O valor correto de pi (com a mesma quantidade de dígitos) é na verdade 3,141592653589793.